# Cratere Ross (Marte)
Ross è un cratere sulla superficie di Marte.
Il cratere è dedicato all'astronomo statunitense Frank Elmore Ross.